# Quảng Phong, Thượng Nhiêu
Quảng Phong (chữ Hán giản thể: 广丰区, âm Hán Việt: Quảng Phong khu) là một quận thuộc địa cấp thị Thượng Nhiêu, tỉnh Giang Tây, Cộng hòa Nhân dân Trung Hoa. Quận này có diện tích 1377,79 ki-lô-mét vuông, dân số năm 2003 là 76,4 vạn người. Mã số bưu chính là 334600, mã vùng điện thoại là 0793. Chính quyền quận đóng ở nhai đạo Vĩnh Phong. 

## Hành chính
Quận Quảng Phong được chia ra làm 23 đơn vị hành chính cấp hương, gồm 5 nhai đạo, 15 trấn và 3 hương. Ngoài ra quận này còn quản lí 1 đơn vị tương đương cấp hương khác.
- Nhai đạo: Vĩnh Phong (永丰街道), Lô Lâm (芦林街道), Phong Khê (丰溪街道), Hạ Khê (下溪街道), Đại Thạch (大石街道)
- Trấn: Ngũ Đô (五都镇), Dương Khẩu (洋口镇), Hoành Sơn (横山镇), Đồng Phán (桐畈镇), Hồ Phong (湖丰镇), Đại Nam (大南镇), Bài Sơn (排山镇), Mao Thôn (毛村镇), Kiển Để (枧底镇), Tuyền Ba (泉波镇), Hồ Kiệu (壶峤镇), Hà Phong (霞峰镇), Ngô Thôn (吴村镇), Sa Điền (沙田镇), Đồng Bạt Sơn (铜钹山镇)
- Hương: Đông Dương (东阳乡), Tung Phong (嵩峰乡), Thiếu Dương (少阳乡)
- Đơn vị ngang cấp hương khác: khu khai khẩn Đồng Bạt Sơn (铜拔山垦殖场)